# NGC 7437
NGC 7437 é uma galáxia espiral (Scd) localizada na direcção da constelação de Pegasus. Possui uma declinação de +14° 18' 31" e uma ascensão recta de 22 horas, 58 minutos e 10,1 segundos.
A galáxia NGC 7437 foi descoberta em 31 de Outubro de 1885 por Lewis A. Swift.